# Dothioia
Dothioia is een geslacht van halfvleugeligen (Hemiptera) uit de familie witte vliegen (Aleyrodidae), onderfamilie Aleyrodinae.
De wetenschappelijke naam van dit geslacht is voor het eerst geldig gepubliceerd door Dumbleton in 1961. De typesoort is Dothioia bidentatus.

## Soort
Dothioia omvat de volgende soort:
- Dothioia bidentatus Dumbleton, 1961